# Xã Miller, Quận Perry, Pennsylvania
Xã Miller (tiếng Anh: Miller Township) là một xã thuộc quận Perry, tiểu bang Pennsylvania, Hoa Kỳ. Năm 2010, dân số của xã này là 1.098 người.